# Boisbreteau
Boisbreteau település Franciaországban, Charente megyében. Lakosainak száma 128 fő (2022. január 1.). Boisbreteau Guizengeard, Oriolles, Touvérac, Chevanceaux és Bors községekkel határos.

## Népesség
A település népessége az elmúlt években az alábbi módon változott:
| Lakosok száma | 182  | 153  | 148  | 123  | 131  | 136  | 136  | 129  | 127  | 128  |
|               | 1968 | 1982 | 1990 | 2006 | 2013 | 2015 | 2017 | 2019 | 2020 | 2022 |